# 브리튼인의 왕
브리튼인의 왕(라틴어: Rex Britannorum 렉스 브리타노룸[*], 영어: King of the Britons 킹 오브 더 브리튼스[*])이란 로마 제국의 브리타니아 정복을 전후한 시기부터 노르만인의 잉글랜드 정복 시대에 이르기까지 켈트족 브리튼인 통치자들 중 가장 강대한 이들에게 붙은 칭호였다. 그들이 살았던 당대에 그렇게 칭해지는 경우도 있었고, 후세에 소급적으로 지칭되는 경우도 있었다. 여기서 브리튼인이란 현대 영국인과는 다른 민족이며, 그 혈통은 현대에는 웨일스, 콘월, 브르타뉴에 이어지고 있다.
아서 왕 같은, 신화적으로 브리튼인의 왕이라 불린 존재들(브리튼인의 신화적 왕)은 100명 넘게 있지만, 그 존재가 역사적으로 확실한 브리튼인의 왕은 최소 20여명 정도다.

## 목록
| 이름                                 | 치세            | 거점                                                                             | 기록된 칭호                                                                   | 출전                                                                              | 비고                                            |
| ------------------------------------ | --------------- | -------------------------------------------------------------------------------- | ----------------------------------------------------------------------------- | --------------------------------------------------------------------------------- | ----------------------------------------------- |
| 쿠노벨리누스                         | 9년경-41년경    | 트리노반테스 및 카투벨라우니 (오늘날의 이스트오브잉글랜드)                       | 브리튼인의 왕                                                                 | 수에토니우스                                                                      | 소급적으로 추정                                 |
| 티베리우스 클라우디우스 코키두브누스 | 1세기 중후반    | 레그니, 아트레바테스, 벨가이 (오늘날의 서섹스)                                   | 브리튼인의 대왕                                                               | 치체스터의 대리석 명문                                                            | 확실한 당대 (스스로 자칭)                       |
| 보티건                               | 449년경         | 불명이나 전통적으로 포이스로 비정                                                | 브리튼인의 왕                                                                 | 베다 베네라빌리스                                                                 | 소급적으로 추정                                 |
| 리오타무스                           | 469년경         | 불명이나 갈리아에서 활동                                                         | 브리튼인의 왕                                                                 | 이오르다네스                                                                      | 갈리아 브리튼인들 사이에서만 그렇게 불리었을 듯 |
| 암브로시우스 아우렐리아누스          | 5세기 후반      | 남부로 추정                                                                      | (브리튼인의) 지도자                                                           | 길다스 사피엔스                                                                   | 가까운 당대                                     |
| 이름 불명                            | 545년경         | 불명                                                                             | 그들(브리튼인) 위의 왕                                                        | 프로코피우스 카이사리엔시스                                                       | 좀 먼 당대                                      |
| 마글로쿠누스                         | ?-549년?        | 귀네드                                                                           | 브리튼인 가운데 군림하는 왕                                                   | 브리튼인의 역사                                                                   | 소급적                                          |
| 셀러프 압 커난                       | ?-613년경       | 포이스                                                                           | 브리튼인의 왕                                                                 | 울라 편년사                                                                       | 가까운 당대                                     |
| 케레딕 압 구알록                     | 614년경-617년   | 엘페드                                                                           | 브리튼인의 왕                                                                 | 베다 베네라빌리스                                                                 | 엘페드의 브리튼인들 사이에서만 한정되었을 듯    |
| 카드왈론 압 카드반                   | ?-634년         | 귀네드                                                                           | 브리튼인의 왕                                                                 | 베다 베네라빌리스                                                                 |                                                 |
| 이드리스(Idris)                      | ?-635년         | 불명이나 아마도 메이리오너드                                                     | 브리튼인의 왕                                                                 | 울라 편년사                                                                       |                                                 |
| 에우게인 1세                         | 642년경         | 어스트라드클리드                                                                 | 브리튼인의 왕                                                                 | 울라 편년사                                                                       |                                                 |
| 카드왈라드르                         | 654년경-664년경 | 귀네드                                                                           | 브리튼인 가운데 군림하는 (왕)                                                 | 브리튼인의 역사                                                                   | 소급적                                          |
| 게론티우스                           | 670년?-710년    | 둠노니아                                                                         | 웨일스인의 왕                                                                 | 앵글로색슨 연대기                                                                 | 둠노니아의 브리튼인들 사이에서만 한정되었을 듯  |
| 로드리 몰루어녹                      | 712년-754년     | 귀네드                                                                           | 브리튼인의 왕                                                                 | 캄브리아 편년사                                                                   | 아마도 소급적                                   |
| 커난 딘다에수이                      | 798년-816년     | 귀네드                                                                           | 브리튼인의 왕                                                                 | 울라 편년사, 캄브리아 편년사                                                      |                                                 |
| 메르번 브런흐                        | 825년-844년     | 귀네드                                                                           | 브리튼인의 왕                                                                 | 브리튼인의 역사, 밤베르크 암호문                                                  | 당대                                            |
| 로드리 마우르                        | 844년-878년     | 귀네드, 855년부터는 포이스도 겸병, 872년부터는 세이설루그도 겸병                 | 브리튼인의 왕                                                                 | 울라 편년사                                                                       |                                                 |
| 아나라우드 압 로드리                 | 878년-916년     | 귀네드                                                                           | 브리튼인의 왕                                                                 | 캄브리아 편년사                                                                   |                                                 |
| 이두알 포엘 압 아나라우드            | 916년-924년     | 귀네드                                                                           | 브리튼인의 왕                                                                 | 윌렐무스 말메스비리엔시스                                                         |                                                 |
| 허우엘 다                            | 942년-950년     | 데헤우바르스, 942년부터는 귀네드와 포이스도 겸병                                 | 브리튼인의 왕                                                                 | 울라 편년사, 캄브리아 편년사                                                      |                                                 |
| 더픈왈 압 오와인                     | 930년대-970년대 | 어스트라드클리드                                                                 | 브리튼인의 왕                                                                 | 울라 편년사                                                                       |                                                 |
| 마레디드 압 오와인                   | 986년-999년     | 데헤우바르스, 귀네드, 포이스                                                     | 브리튼인의 왕                                                                 | 터워소그 연대기                                                                   |                                                 |
| 허웰린 압 세이설                     | 1018년–1023년   | 귀네드, 포이스, 1022년부터는 데헤우바르스도 겸병                                 | 브리튼인의 왕                                                                 | 울라 편년사                                                                       |                                                 |
| 이아고 압 이두알                     | 1023년-1039년   | 귀네드, 포이스                                                                   | 브리튼인의 왕                                                                 | 울라 편년사                                                                       |                                                 |
| 그리퍼드 압 허웰린                   | 1039년-1063년   | 귀네드, 포이스, 1057년부터는 웨일스 전역                                         | 브리튼인의 왕                                                                 | 울라 편년사, 터워소그 연대기                                                      |                                                 |
| 블레던 압 컨번                       | 1063년–1075년   | 귀네드, 포이스, 세이설루그                                                       | 브리튼인의 전왕국의 지주, 브리튼인들의 대군장                                 | 터워소그 연대기                                                                   |                                                 |
| 러스 압 테우두르                     | 1079년-1093년   | 데헤우바르스 (1081년까지는 불안정)                                               | 브리튼인의 왕국을 유지하는 자                                                 | 터워소그 연대기                                                                   |                                                 |
| 그리피드 압 커난                     | 1136년-1137년   | 귀네드 (1081년부터 불안정)                                                       | 전웨일스인의 왕                                                               | 터워소그 연대기                                                                   |                                                 |
| 오와인 귀네드                        | 1137년–1170년   | 귀네드                                                                           | 브리튼 국민의 터워소그(1146년), 웨일스 국왕, 웨일스인의 왕, 웨일스의 터워소그 | 터워소그 연대기, 당대의 헌장들                                                    |                                                 |
| 러스 압 그리퍼드                     | 1171년-1197년   | 데헤우바르스(1155년부터)                                                         | 전웨일스인의 수장(1197년), 웨일스인의 터워소그(1184년), 웨일스의 터워소그     | 터워소그 연대기, 당대의 헌장들                                                    |                                                 |
| 허웰린 바우르                        | 1208년–1240년   | 귀네드(1194년부터), 1208년부터는 포이스도 겸병, 1216년부터는 데헤우바르스도 겸방 | 웨일스인의 터워소그(1228년), 웨일스의 터워소그(1240년)                        | 터워소그 연대기, 당대의 헌장들                                                    | 아마도 소급적                                   |
| 다버드 압 허웰린                     | 1240년-1246년   | 귀네드                                                                           | 웨일스의 터워소그(1220년부터)                                                 | 잉글랜드와 맺은 조약                                                              |                                                 |
| 허웰린 압 그리피드                   | 1258년-1282년   | 귀네드(1246년), 때때로 포이스와 데헤우바르스도 겸병                              | 웨일스의 터워소그(1264년, 1258년, 1267년, 1258년-1282년)                      | 터워소그 연대기, 스코틀랜드와 맺은 조약, 잉글랜드와 맺은 조약, 각종 서한, 헌장 등 |                                                 |
| 다버드 압 그리퍼드                   | 1282년-1283년   | 귀네드                                                                           | 웨일스의 터워소그                                                             | 서한들                                                                            |                                                 |
| 마독 압 허웰린                       | 1294년-1295년   | 귀네드                                                                           | 웨일스의 터워소그                                                             | 펜마흐노 문서                                                                     |                                                 |
| 오와인 글린두르                      | 1400년-1410년경 | 북포이스로 시작, 1405년-1405년에는 웨일스 전역, 1409년이 되면 귀네드만 남음      | 웨일스의 터워소그(1400년부터)                                                 | 대관식(1404년) 등 당대 기록들                                                     |                                                 |

## 같이 보기
- 브레트왈다
- 브리튼인의 신화적 왕
- 펜드래건